# ラスロ・ジェレ
ラスロ・ジェレ (セルビア語: Ласло Ђере/Laslo Đere, ハンガリー語: Györe László, 1995年6月2日 - )は、ユーゴスラビア (現セルビア・ヴォイヴォディナ自治州) センタ出身の男子プロテニス選手。ATPツアーではシングルス3勝。自己最高ランキングはシングルス27位。ダブルス346位。

## 選手経歴

### ジュニア時代
1995年6月2日にセルビアで生まれた。両親はハンガリー人であり、ふたりとも癌で亡くなっている。ジェレはセルビアのハンガリーコミュニティの一員であり、ハリガリー語、セルビア語、英語が流暢である。5歳のときに父親とテニスを始めた。クレーのサーフェスが得意であり、ノバク・ジョコビッチ、アンディ・ロディック、レイトン・ヒューイットに憧れていた。ジュニア時代の戦績としては、シングルス優勝5回、準優勝10回、ダブルス優勝2回。2013年5月27日にはジュニア3位を記録している。さらに2013年ウィンブルドン選手権ジュニアの部でベスト8進出を経験している。

### 2013年 プロ転向
2013年にプロ転向。シーズンをフューチャーズをメインに巡ることになり、7月のセルビアで開催されたフューチャーズで初優勝。9月にもセルビアのフューチャーズでも優勝を果たして、タイ・オープンではワイルドカードによりATPツアー本戦初出場。1回戦でフェリシアーノ・ロペスに敗れた。11月にはキプロスで準優勝2回を記録して、年間最終ランキングは495位。

### 2014年 フューチャーズ6勝目
シーズンをフューチャーズのみでプレーしており、5月にクロアチアとボスニア、9月にセルビア、12月のセネガル共和国でのフューチャーズで優勝し、今季だけでフューチャーズ4勝を挙げた。6月にハンガリーのフューチャーズで準優勝。年間最終ランキングは341位。

### 2015年 トップ200入り
2月、エジプトでフューチャーズ7勝目を挙げた。ATPツアー・500シリーズであるドバイ・テニス選手権では予選から出場。予選2回戦でリュカ・プイユに敗れた。全仏オープンで予選からグランドスラム (テニス) に参戦することになった。予選1回戦ではニコロズ・バシラシビリに敗れた。

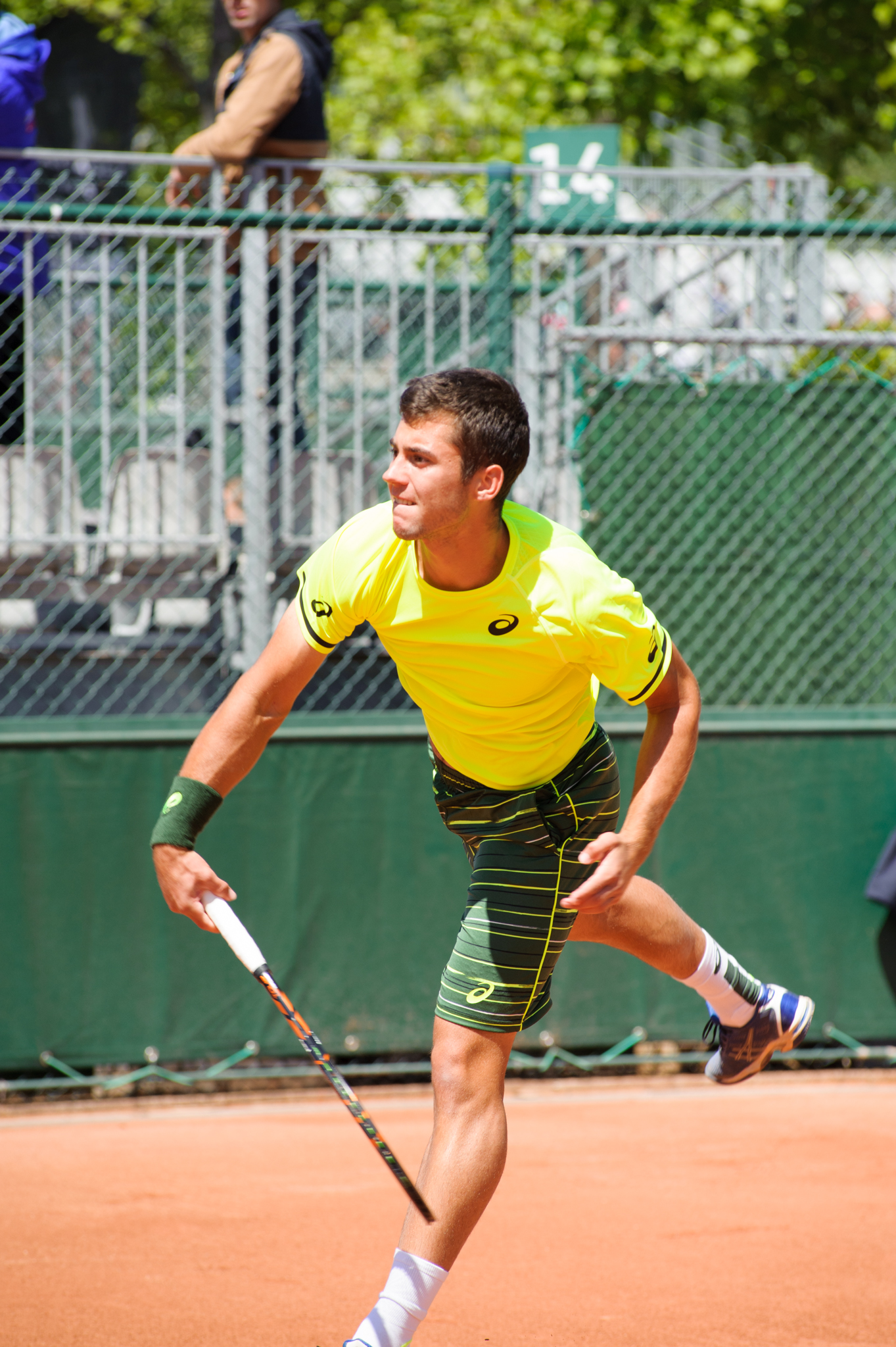
2015年全仏オープン予選でのラスロ・ジェレ

6月のチェコでのATPチャレンジャーツアーでイジー・ベセリーに4-6, 2-6のストレートで敗れ、チャレンジャー準優勝となったが、6月8日付けのランキングで182位になり、トップ200入りを果たした。全米オープンでも予選参戦。年間最終ランキングは186位。

### 2016年 グランドスラム初出場
グランドスラムでは全仏オープンで予選を通過して本戦初出場。夏にはATPチャレンジャーツアーで準優勝2回を果たした。年間最終ランキングは185位。

### 2017年 トップ100入り
ハサン2世グランプリでは初戦でマルティン・クリザンを破ってツアー大会初勝利。ハンガリー・オープンでは1回戦でダニール・メドベージェフ、2回戦でビクトル・トロイツキ、準々決勝でフェルナンド・ベルダスコを破って準決勝進出。7月に行われたペルージャ・チャレンジャーで優勝。年間最終ランキングは88位。

### 2018年 グランドスラム初勝利

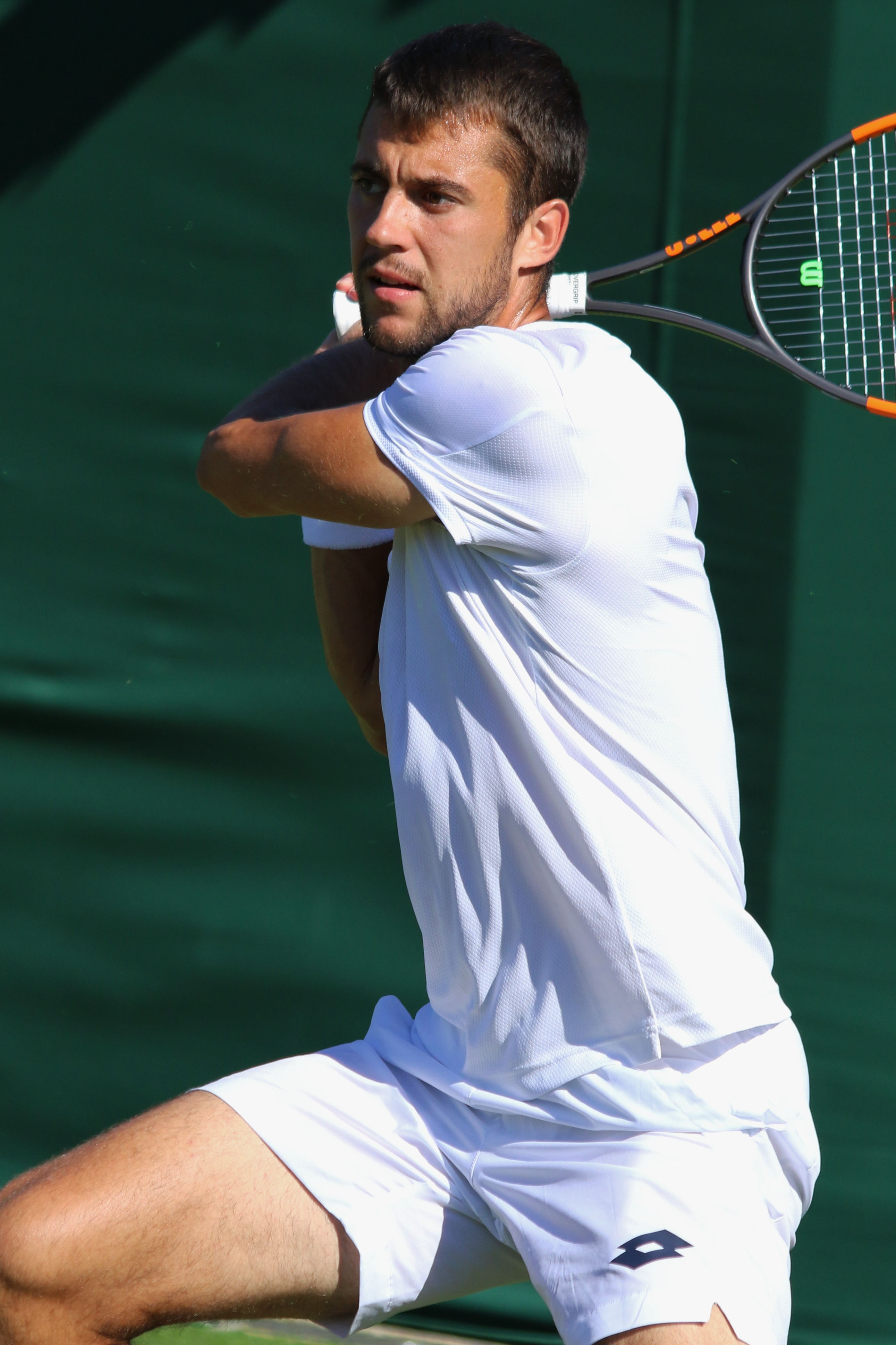
2018年ウィンブルドン選手権でのラスロ・ジェレ

イスタンブール・オープンでは1回戦でデニス・イストミン、2回戦でアンドレアス・セッピ、準々決勝でパオロ・ロレンツィを破って準決勝進出。スイス・オープン・グシュタードでは1回戦でイストミン、2回戦でボルナ・チョリッチ、準々決勝でヴィクトル・ガロビッチを破って準決勝進出。全米オープンでレオナルド・マイエルを1回戦で破り、グランドスラム初勝利。2回戦ではリシャール・ガスケに敗れた。年間最終ランキングは93位。

### 2019年 ツアー初優勝

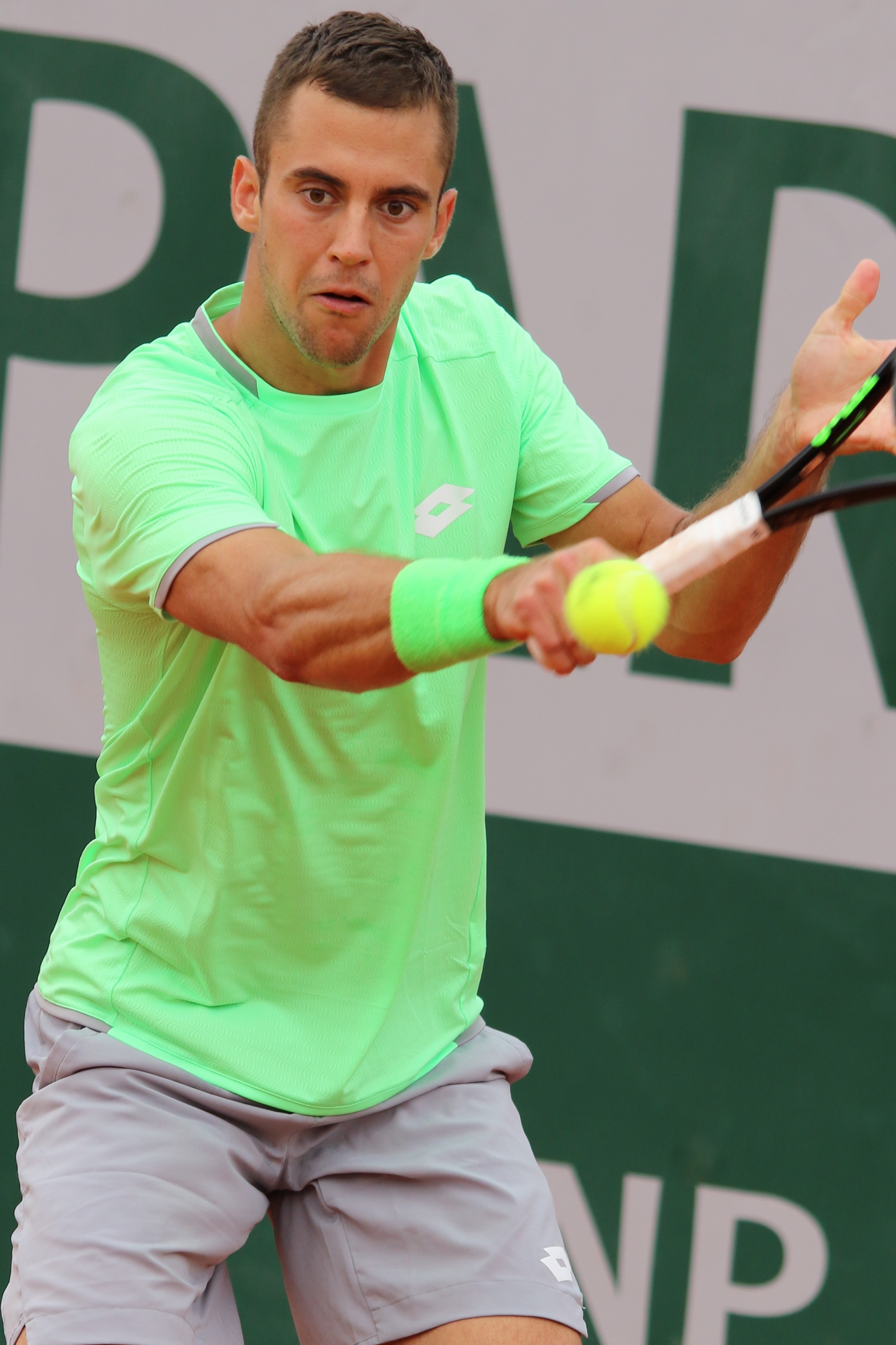
2019年全仏オープンでのラスロ・ジェレ

2019年リオ・オープンでは初戦で世界ランク8位のドミニク・ティームを破り、そのままツアー決勝初進出。決勝でフェリックス・オジェ＝アリアシムを6–3, 7–5で破り、初優勝を果たした。全仏オープンでは3回戦に初めて進出。第7シードの錦織圭に第5セット3-0とリードするも4-6, 7-6(8), 3-6, 6-4, 6-8で敗れた。年間最終ランキングは38位。

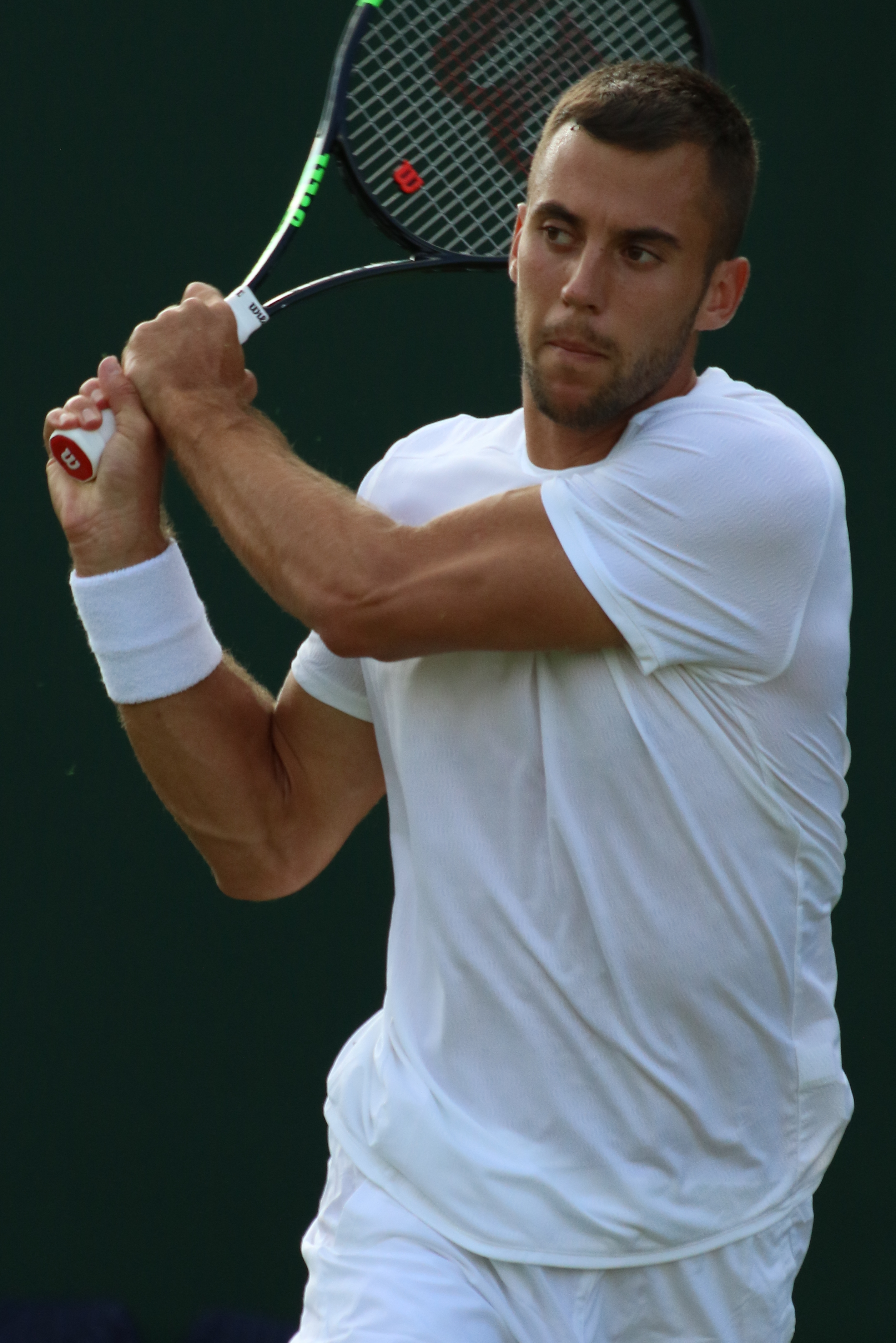
2019年ウィンブルドン選手権でのラスロ・ジェレ

### 2020年 ツアー2勝目
全豪オープンでは1回戦で西岡良仁に4-6, 6-3, 2-6, 6-7(1)で初戦敗退。コルドバ・オープンではベスト4入り。準決勝でディエゴ・シュワルツマンに1-6, 6-1, 2-6で敗れた。
全米オープンではクリストファー・オコネルに6-4, 4-6, 6-7(2), 4-6で初戦敗退。オーストリア・オープンではベスト4入り。準決勝でヤニック・ハンフマンに敗退。
全仏オープンではケビン・アンダーソンに2-6, 3-6, 4-6のストレートで初戦敗退するも、10月のフォルテ・ヴィレッジ・サルデーニャ・オープンでは決勝でマルコ・チェッキナートを7-6(3), 7-5のストレートで破り、ツアー2勝目を挙げた。
年間最終ランキングは57位。

### 2021年 ツアー3度目の決勝進出
全豪オープンでは1回戦で第2シードのラファエル・ナダルに3-6, 4-6, 1-6のストレートで敗れた。3月のアルゼンチン・オープンとチリ・オープンではベスト8進出。マイアミ・オープンではアレクサンダー・ブブリクに3-6, 4-6のストレートで敗れた。
フォルテ・ヴィレッジ・サルデーニャ・オープンでは2年連続決勝進出。決勝でロレンツォ・ソネゴに6-2, 6-7(5), 4-6で敗れ、準優勝。
全仏オープンでは自身2度目の3回戦進出。3回戦では第6シードのアレクサンダー・ズベレフに2-6, 5-7, 2-6のストレートで敗れた。

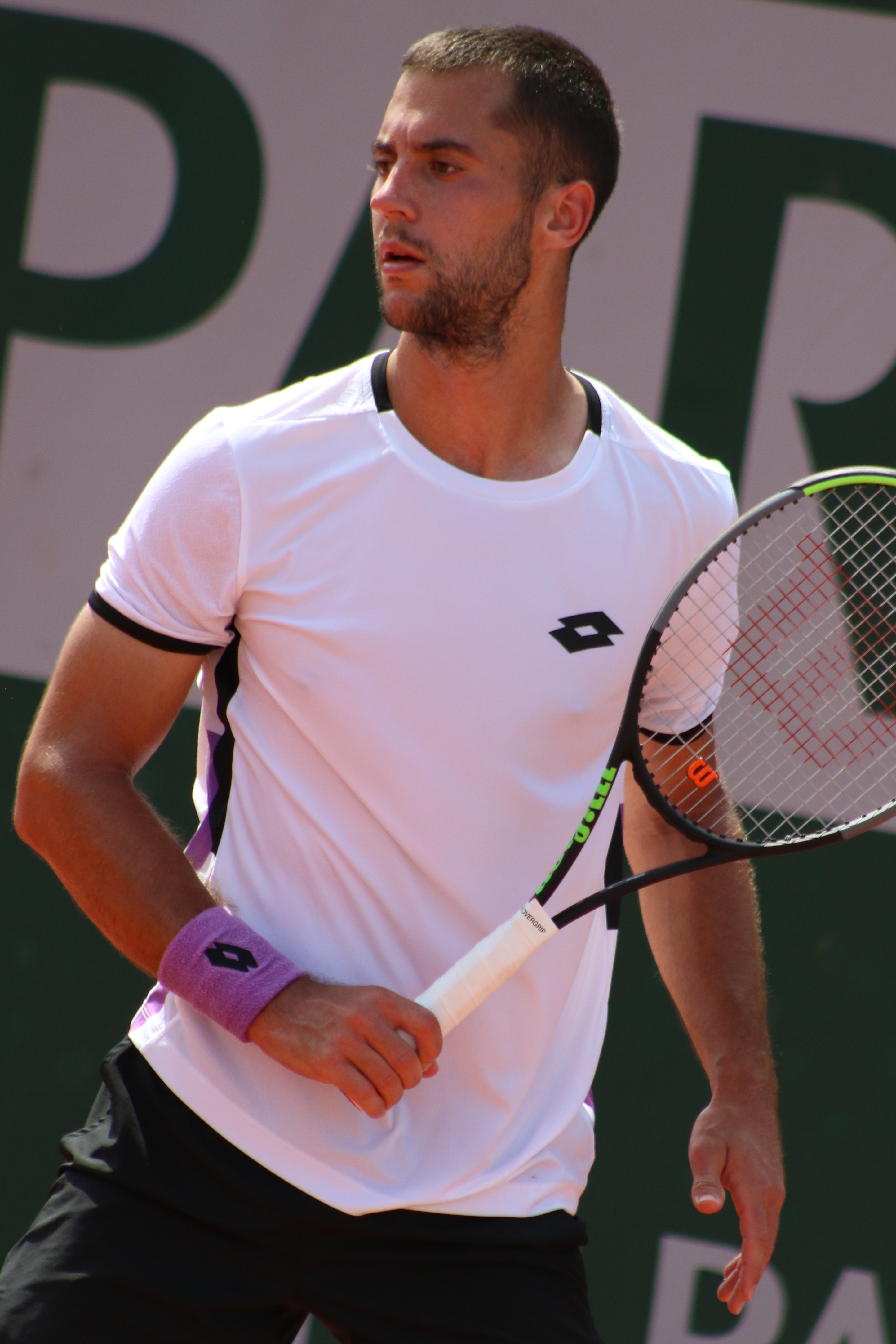
2021年全仏オープンでのラスロ・ジェレ

ウィンブルドン選手権では2回戦で第26シードのファビオ・フォニーニに3-6, 4-6, 6-0, 4-6で敗退した。ドイツ国際オープンとスイス・オープンではベスト4入り。準決勝ではそれぞれフィリップ・クライノビッチとユーゴ・ガストンに敗れた。全米オープンでは1回戦でデニス・クドラに6-4, 3-6, 5-7, 6-7(4)で初戦敗退。年間最終ランキングは52位。

### 2022年 ツアー4度目の決勝進出
全豪オープンでは1回戦で第14シードのデニス・シャポバロフに6-7(3), 4-6, 6-3, 6-7(3)で初戦敗退。BNPパリバ・オープンでは2回戦でヤニック・シナーに3-6, 3-6のストレートで敗れ、マイアミ・オープンではアーサー・リンダークネッシュに初戦敗退。

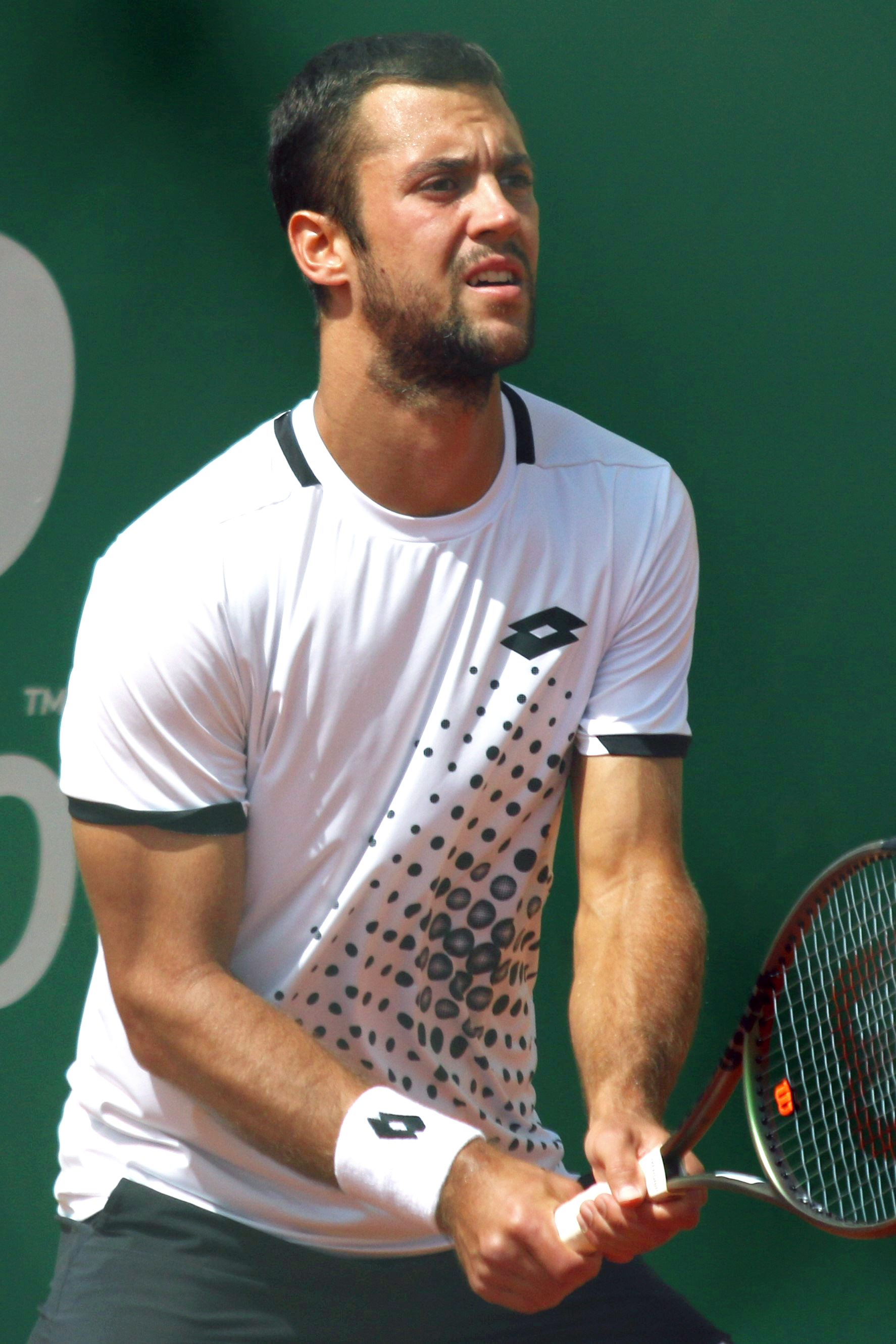
2022年モンテカルロ・マスターズでのラスロ・ジェレ

モンテカルロ・マスターズでは3回戦進出。3回戦ではステファノス・チチパスに敗れた。セルビア・オープンでは同胞の第1シードのノバク・ジョコビッチに第1セットを先取する善戦をするも、2回戦敗退。ローマ・マスターズでは予選2試合と初戦を制するも、スタン・ワウリンカに2回戦敗退。全仏オープンでは2回戦で第2シードのダニール・メドベージェフに3-6, 4-6, 3-6のストレートで敗退した。ウィンブルドン選手権ではアレハンドロ・タビロに6-7(6), 2-6, 6-1, 6-4, 6-7(11)のフルセットの末に初戦敗退。
ウィンストン・セーラム・オープンでは決勝進出。決勝ではアドリアン・マナリノに6-7(1) 4-6で敗れ、準優勝。全米オープンでは第9シードのアンドレイ・ルブレフに6-7(5), 3-6, 6-3, 6-4, 4-6のフルセットの善戦の末に初戦敗退となった。年間最終ランキングは70位。

### 2023年 ツアー5度目の決勝進出
1月、全豪オープンでは1回戦で第27シードのグリゴール・ディミトロフに3-6, 2-6, 0-6のストレートで敗れた。
2月、アルゼンチン・オープンでは2回戦でカルロス・アルカラスに2-6, 6-4, 2-6で敗れた。リオ・オープンでは同胞ドゥシャン・ラヨビッチに2-6, 4-6のストレートで2回戦敗退。
3月、チリ・オープンではベスト8入り。BNPパリバ・オープンではオスカー・オッテに3-6, 5-7のストレートで初戦敗退。マイアミ・オープンでは2回戦でヤニック・シナーに4-6, 2-6のストレートで敗れた。
4月、モンテカルロ・マスターズではホベルト・ホルカシュにマッチポイントを握るも7-6(5), 6-7(5), 6-7(5)の熱戦の末に初戦敗退。スルプスカ・オープンではベスト8入り。準々決勝でアレックス・モルチャンに2-6, 6-4, 5-7で敗れた。マドリード・オープンではアスラン・カラツェフに初戦敗退。
5月、サルデーニャ・オープンでは準決勝でベン・シェルトンを3-6, 6-3, 6-4で下して、決勝進出。決勝でウゴ・アンベールに6-4, 5-7, 7-6で敗れ、準優勝となった。続くローマ・マスターズではマスターズ1000初の4回戦（ベスト16）進出。4回戦では第4シードのキャスパー・ルードに1-6, 3-6のストレートで敗れた。全仏オープンでは1回戦で第7シードのアンドレイ・ルブレフに1-6, 6-3, 3-6, 4-6で敗退となった。
6月、ロスマーレン・グラスコート選手権とハレ・オープンでは2回戦でそれぞれアレックス・デミノーとダニール・メドベージェフに敗れた。
7月、ウィンブルドン選手権では2回戦で第32シードのベン・シェルトンを3-6, 6-3, 7-6(5), 6-3で破り、初の3回戦進出。3回戦では第5シードのステファノス・チチパスに4-6, 6-7(5), 4-6のストレートで敗れた。ドイツ国際オープンでは準決勝でジャン・ジジェンを6-3, 6-2のストレートで退けて決勝進出。決勝ではアレクサンダー・ズベレフに5-7, 3-6のストレートで敗れ、準優勝を飾った。
8月、オーストリア・オープンではベスト4入り。準決勝でドミニク・ティームに7-6(3), 5-7, 6-7(8)で敗れた。ウィンストン・セーラム・オープンではベスト8入り。準々決勝ではセバスティアン・バエスに3-6, 0-6のストレートで屈した。
9月、全米オープンでは第32シードとして出場し、初の3回戦で同胞の第2シードのノバク・ジョコビッチ相手に4-6, 4-6, 6-1, 6-1, 3-6の2セットダウンから逆転を図ろうとするも、ジョコビッチに屈した。
10月、上海マスターズではリンキー・ヒジカタに6-7(4), 5-7のストレートで初戦敗退するも、ストックホルム・オープンではベスト4入りして、準決勝でガエル・モンフィスに5-7, 2-6のストレートで敗れた。
11月、パリ・マスターズでは2回戦でカレン・ハチャノフに4-6, 5-7のストレートで敗退した。年間最終ランキングは33位。

### 2024年 トップ100圏外
全豪オープンではアルチュール・カゾーに1回戦で2-6, 7-6(3), 2-6, 6-3, 2-6のフルセットの末に初戦敗退となった。全仏オープンではダニエル・アルトマイアーに5-7, 4-6, 7-6(6), 7-5, 6-7(6)のフルセットの末に初戦敗退。ウィンブルドン選手権ではリュカ・プイユに6-3, 6-7(4), 6-3, 3-6, 1-6のフルセットで初戦敗退。全米オープンでは1回戦でヤン＝レナード・ストルフを6-7(7), 6-1, 6-7(7), 6-4, 6-2のフルセットの末に破り、初戦を突破するも、2回戦では第2シードの同胞ノバク・ジョコビッチ戦を4-6, 4-6, 0-2の時点で途中棄権した。11月のセルビア・オープンでは1回戦でスタン・ワウリンカを6-4, 6-4、2回戦ではドゥジェ・アジドゥコビッチを6-1, 7-6(8)、準々決勝ではファービアーン・マロジャーンを6-4, 6-2のストレートで下してベスト4進出。準決勝では同胞のハマド・メジェドビッチに2-6, 6-3, 6-7(2)で敗れた。ATPチャレンジャーツアーではプロスチェヨフ・チャレンジャー、サント・ドミンゴ・チャレンジャー、レイジェット・チャレンジャーではベスト4進出をするが、早期敗退が目立ち、世界ランキングは100位圏外となり、年間最終ランキングは115位。

### 2025年 ツアー3勝目 ツアー通算150勝
全豪オープンではクリスチャン・ガリンに4-6, 6-1, 5-7で敗れ、予選2回戦敗退となり、グランドスラム本戦入りを逃すも、2月のアルゼンチン・オープンでは予選から5連勝して、ベスト4進出。準決勝では期待の新鋭であるブラジル人のジョアン・フォンセカに6-7(3), 7-5, 1-6で敗れたが、善戦を演じた。さらにチリ・オープンでは準決勝で第1シードのフランシスコ・セルンドロを6-1, 4-6, 6-3で下して、決勝進出。決勝ではセバスティアン・バエスを6-4, 3-6, 7-5で破り、4年5ヶ月ぶりにツアー3勝目を挙げると同時にツアー通算150勝目となった。

## ATPツアー決勝進出結果

### シングルス: 6回 (3勝3敗)
| 大会グレード                    |
| グランドスラム (0–0)            |
| ATPファイナルズ (0–0)           |
| ATPツアー・マスターズ1000 (0–0) |
| ATPツアー500 (1–1)              |
| ATPツアー250 (2–2)              |

| サーフェス別タイトル |
| ハード (0–1)         |
| クレー (3–2)         |
| 芝 (0–0)             |

| 結果   | No. | 決勝日         | 大会                   | サーフェス | 対戦相手                         | スコア             |
| ------ | --- | -------------- | ---------------------- | ---------- | -------------------------------- | ------------------ |
| 優勝   | 1.  | 2019年2月24日  | リオデジャネイロ       | クレー     | フェリックス・オジェ＝アリアシム | 6-3, 7-5           |
| 優勝   | 2.  | 2020年10月18日 | サルデーニャ (en)      | クレー     | マルコ・チェッキナート           | 7-6(7-3), 7-5      |
| 準優勝 | 3.  | 2021年4月11日  | サルデーニャ (en)      | クレー     | ロレンツォ・ソネゴ               | 6-2, 6-7(5-7), 4-6 |
| 準優勝 | 4.  | 2022年8月28日  | ウィンストン・セーラム | ハード     | アドリアン・マナリノ             | 6-7(1-7), 4-6      |
| 準優勝 | 5.  | 2023年7月30日  | ハンブルク             | クレー     | アレクサンダー・ズベレフ         | 5-7, 3-6           |
| 優勝   | 3.  | 2025年3月3日   | サンティアゴ           | クレー     | セバスティアン・バエス           | 6-4, 3-6, 7-5      |

## 成績

### 4大大会シングルス
略語の説明
| W | F | SF | QF | #R | RR | Q# | LQ | A | Z# | PO | G | S | B | NMS | P | NH |

W=優勝, F=準優勝, SF=ベスト4, QF=ベスト8, #R=#回戦敗退, RR=ラウンドロビン敗退, Q#=予選#回戦敗退, LQ=予選敗退, A=大会不参加, Z#=デビスカップ/BJKカップ地域ゾーン, PO=デビスカップ/BJKカッププレーオフ, G=オリンピック金メダル, S=オリンピック銀メダル, B=オリンピック銅メダル, NMS=マスターズシリーズから降格, P=開催延期, NH=開催なし.
| 大会           | 2015 | 2016 | 2017 | 2018 | 2019 | 2020 | 2021 | 2022 | 2023 | 2024 | 2025 | 通算成績 |
| -------------- | ---- | ---- | ---- | ---- | ---- | ---- | ---- | ---- | ---- | ---- | ---- | -------- |
| 全豪オープン   | A    | Q1   | Q2   | 1R   | 1R   | 1R   | 1R   | 1R   | 2R   | 1R   |      | 1–7      |
| 全仏オープン   | Q1   | 1R   | Q2   | 1R   | 3R   | 1R   | 3R   | 2R   | 1R   | 1R   |      | 5–8      |
| ウィンブルドン | A    | A    | Q1   | 1R   | 2R   | NH   | 2R   | 1R   | 3R   | 1R   |      | 4–6      |
| 全米オープン   | Q1   | Q2   | A    | 2R   | 1R   | 1R   | 1R   | 1R   | 3R   | 2R   |      | 4–7      |

#### 大会最高成績
| 大会                 | 成績 | 年               |
| -------------------- | ---- | ---------------- |
| ATPファイナルズ      | A    | 出場なし         |
| インディアンウェルズ | 3R   | 2019             |
| マイアミ             | 2R   | 2021, 2023, 2024 |
| モンテカルロ         | 3R   | 2022             |
| マドリード           | 3R   | 2019             |
| ローマ               | 4R   | 2023             |
| カナダ               | 1R   | 2019             |
| シンシナティ         | 1R   | 2019, 2021       |
| 上海                 | 1R   | 2023             |
| パリ                 | 2R   | 2023             |
| オリンピック         | A    | 出場なし         |
| デビスカップ         | SF   | 2017, 2023       |